# Diane Modahl

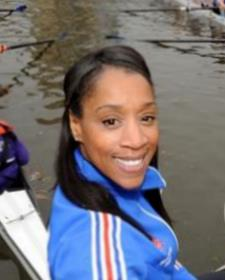
Diane Modahl (2009)

Diane Modahl (Diane Dolores Modahl, geb. Edwards) (* 17. Juni 1966 in Manchester) ist eine ehemalige britische Mittelstreckenläuferin, die sich auf die 800-Meter-Distanz spezialisiert hatte.

## Laufbahn
1986 gewann sie für England startend bei den Commonwealth Games in Edinburgh Silber. Bei den Europameisterschaften 1986 in Stuttgart und den Weltmeisterschaften 1987 in Rom erreichte sie das Halbfinale. 1988 wurde sie bei den Olympischen Spielen in Seoul Achte.
1990 siegte sie bei den Commonwealth Games in Auckland. Bei den Halleneuropameisterschaften in Glasgow wurde sie Siebte über 1500 Meter und bei den Europameisterschaften in Split Achte über 800 Meter.
Nach einem Halbfinal-Aus bei den Olympischen Spielen 1992 in Barcelona wurde sie bei den Weltmeisterschaften 1993 in Stuttgart Vierte. 1994 schied sie bei den Europameisterschaften in Helsinki im Halbfinale aus.
Bei den Commonwealth Games 1994 in Victoria wurde sie suspendiert, nachdem eine Dopingprobe ein positives Resultat ergeben hatte. Modahl beteuerte ihre Unschuld und erhob Einspruch gegen die vierjährige Sperre, die wegen Dopings gegen sie verhängt wurde. Ein Jahr später machte der britische Leichtathletikverband British Athletics Federation (BAF) diese Entscheidung rückgängig, nachdem die Athletin beweisen konnte, dass die Probe wegen fehlender Kühlung unbrauchbar geworden war. Im März 1996 hob auch die IAAF die Sperre auf. 2000 scheiterte sie mit einer Schadensersatzklage gegen die BAF vor dem High Court of Justice.
Die British Athletics Federation hatte sich aus finanziellen Gründen 1999 aufgelöst, da sie nicht in der Lage war, die hohen Gerichtskosten zu tragen. Der Rechtsnachfolger UK Athletics (UKA), brauchte im Sinne des Konkursrechts die Verbindlichkeiten des Vorgängers nicht zu bezahlen. Modahl hatte zwar Recht, bliebe aber auf den hohen Anwalts- und Gerichtskosten sitzen, während der Verband sich einfach neu gründen konnte. Sie hatte ihr Haus, ihr Vermögen verloren.
Bei den Olympischen Spielen 1996 in Atlanta schied sie im Vorlauf verletzt aus. 1998 gelangte sie bei den Europameisterschaften in Budapest ins Halbfinale und gewann Bronze bei den Commonwealth Games in Kuala Lumpur. Bei den Weltmeisterschaften 1999 in Sevilla und den Olympischen Spielen 2000 in Sydney scheiterte sie in der ersten Runde.
Sechsmal wurde sie Englische Meisterin über 800 Meter (1986, 1987, 1989, 1992, 1994, 1998) und je einmal Britische Meisterin über 400 Meter (1990) und 800 Meter (1987).

## Persönliches
Ihr Cousin ist der Boxer Chris Eubank. 1992 heiratete sie ihren norwegischen Trainer und Manager Vicente Modahl.
2004 nahm sie an der dritten Staffel von I’m a Celebrity…Get Me Out of Here! teil.

## Bestzeiten
- 400 m: 53,28 s, 2. Mai 1992, Mexiko-Stadt
- 800 m: 1:58,65 min, 14. Juli 1990, Oslo
  - Halle: 2:02,17 min, 22. Februar 1992, Birmingham
- 1000 m: 2:35,86 min, 29. August 1993, Sheffield
  - Halle: 2:43,77 min, 7. Februar 1999 Stuttgart
- 1500 m: 4:12,3 min, 29. April 1989, Manchester
  - Halle: 4:13,52 min, 5. Februar 1992, Stockholm
- 1 Meile: 4:35,32 min, 24. Mai 1992, New York City

## Veröffentlichungen
- The Diane Modahl Story. Going the Distance. Hodder & Stoughton, London 1995, ISBN 0-340-64269-6.